# سيث توبياس
سيث توبياس (بالإنجليزية: Seth Tobias)‏ هو شخصية أعمال أمريكي، ولد في 8 أبريل 1963 في فيلادلفيا في الولايات المتحدة، وتوفي في 4 سبتمبر 2007 في جوبيتر في الولايات المتحدة بسبب غرق.